# José Andrés de Oteyza
José Andrés de Oteyza y Fernández (Ciudad de México, 21 de noviembre de 1942) es un economista y político mexicano, que durante el gobierno de José López Portillo fungió como titular de la Secretaría de Patrimonio y Fomento Industrial, embajador de México en Canadá y posteriormente se dedicó al ejercicio privado de su profesión, ocupante entre otros cargos el de Presidente del Consejo de Administración de Grupo OHL México, filial del consorcio español Obrascón Huarte Lain (OHL).

## Biografía
José Andrés de Oteyza es Licenciado en Economía egresado de la Universidad Nacional Autónoma de México, y tiene una Maestría en Economía en el King's College de la Universidad de Cambridge.
El 1 de diciembre de 1976, el presidente José López Portillo lo designa secretario de Patrimonio y Fomento Industrial, cargo que desempeñó hasta el 30 de noviembre de 1982. Durante su periodo como secretario de Estado, fue uno de los asesores más cercanos al presidente en materia de política económica, razón por la cual se la ha atribuido parte de la responsabilidad en la crisis económica que afecto a México a partir de 1981 derivada de las decisiones del gobierno de López Portillo, siendo una de ellas la baja en los precios internacionales del petróleo, ante lo cual Oteyza se negó a bajar los precios del petróleo mexicano como sugería el director de PEMEX, Jorge Díaz Serrano, causando la pérdida de clientes. Al terminar el gobierno de López Portillo, fue nombrado por el presidente Miguel de la Madrid como Embajador de México en Canadá de 1983 a 1987.

### Escándalo de corrupción
En mayo de 2015 se divulgaron conversaciones telefónicas privadas entre funcionarios de Grupo OHL México que involucran a José Andrés de Oteyza en el pago ilegal a magistrados para obtener sentencias judiciales favorables.
Tras estos escándalos, dejó el cargo de Presidente de OHL México el 29 de abril de 2016, aduciendo motivos personales.